# Megawati Sukarnoputri

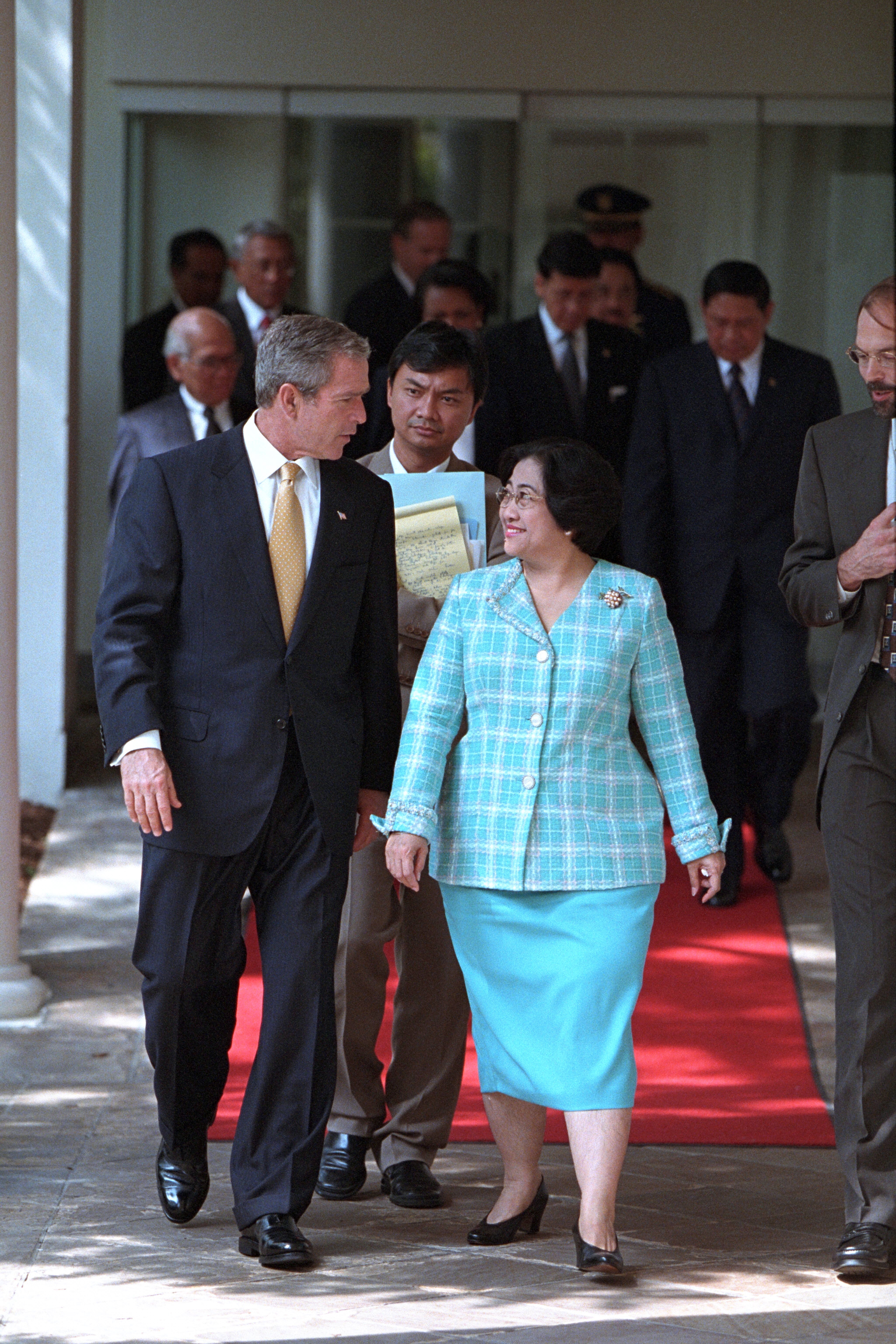
Megawati Sukarnoputri (dir.) junto de George W. Bush (esq.)

Diah Permata Megawati Setiawati Sukarnoputri (Yogyakarta, 23 de janeiro de 1947) é uma política da Indonésia. Foi presidente de seu país de julho de 2001 a outubro de 2004.

## Biografia
Nasceu no seio de uma das mais poderosas famílias do arquipélago, o seu pai, Sukarno, levou a Indonésia a tornar-se independente dos Países Baixos em 1949 e foi o primeiro presidente da nova república asiática.
No entanto, Megawati não se envolveu na política na juventude e só aos 40 anos deu os primeiros passos nesse sentido. Em 1987, mesmo com alguma relutância, alinhou na oposição ao então presidente Suharto, que exercia o poder com autoritarismo. O seu nome de família, Sukarno, tornou-se símbolo de resistência popular e em 1996 o ditador Suharto tentou retirá-la da liderança do PDIP (Partido Democrático da Indonésia). Esta atitude levou ao surgimento de diversas manifestações em Jacarta, a capital da Indonésia.
Apoiantes de Suharto assaltaram a sede do PDIP e fizeram cinco mortos entre os militantes do partido, um incidente que transformou Megawati numa heroína nacional. Quando Suharto resignou em Maio de 1998, Megawati Sukarnoputri relançou o PDIP, que nas primeiras eleições parlamentares livres foi o mais votado. No entanto, a Assembleia Nacional, a Câmara Alta do Parlamento, responsável pela nomeação dos presidentes na Indonésia, não permitiu que ela fosse empossada, em detrimento de Abdurrahman Wahid. Megawati Sukarnoputri limitou-se a assumir a vice-presidência da Indonésia. Quando Wahid foi afastado da presidência por incompetência e alegada corrupção em Julho de 2001, Megawati assumiu o lugar de presidente.
Apesar de todas as expectativas nela depositadas, ao fim de três anos no cargo a desilusão no país era geral, devido ao crescimento do desemprego, da corrupção e ao desenvolvimento dos movimentos terroristas islâmicos. A sua atuação após os atentados terroristas em Bali, que fizeram dezenas de mortos, foi muito criticada. Um dos momentos altos do seu mandato aconteceu em 2002 quando participou numa cerimónia em Timor-Leste, para assinalar a independência deste país em relação à Indonésia. Esta atitude foi muito bem vista a nível internacional. Em 20 de Setembro de 2004, Megawati concorreu a um segundo mandato presidencial, mas foi derrotada nas eleições por Susilo Bambang Yudhoyono, abandonando o cargo um mês depois.